# 974 Lioba
974 Lioba è un asteroide della fascia principale del diametro medio di circa 18,39 km. Scoperto nel 1922, presenta un'orbita caratterizzata da un semiasse maggiore pari a 2,5327552 UA e da un'eccentricità di 0,1117422, inclinata di 5,46303° rispetto all'eclittica.
Il suo nome fa riferimento a Santa Lioba di Tauberbischofsheim, che fu badessa del monastero di Tauberbischofsheim.